# Giron de jeunesse
Pour les articles homonymes, voir Giron.
 (juillet 2013).
Si vous disposez d'ouvrages ou d'articles de référence ou si vous connaissez des sites web de qualité traitant du thème abordé ici, merci de compléter l'article en donnant les références utiles à sa vérifiabilité et en les liant à la section « Notes et références ».
Un giron de jeunesse est une manifestation sportive, culturelle et sociale organisée par une société de jeunesse, qui se déroule sur plusieurs jours, du mercredi ou jeudi au dimanche,, dans les cantons de Vaud et de Fribourg, en Suisse. Des événements similaires, plus petits, ont également lieu en Valais depuis une dizaine d'années.

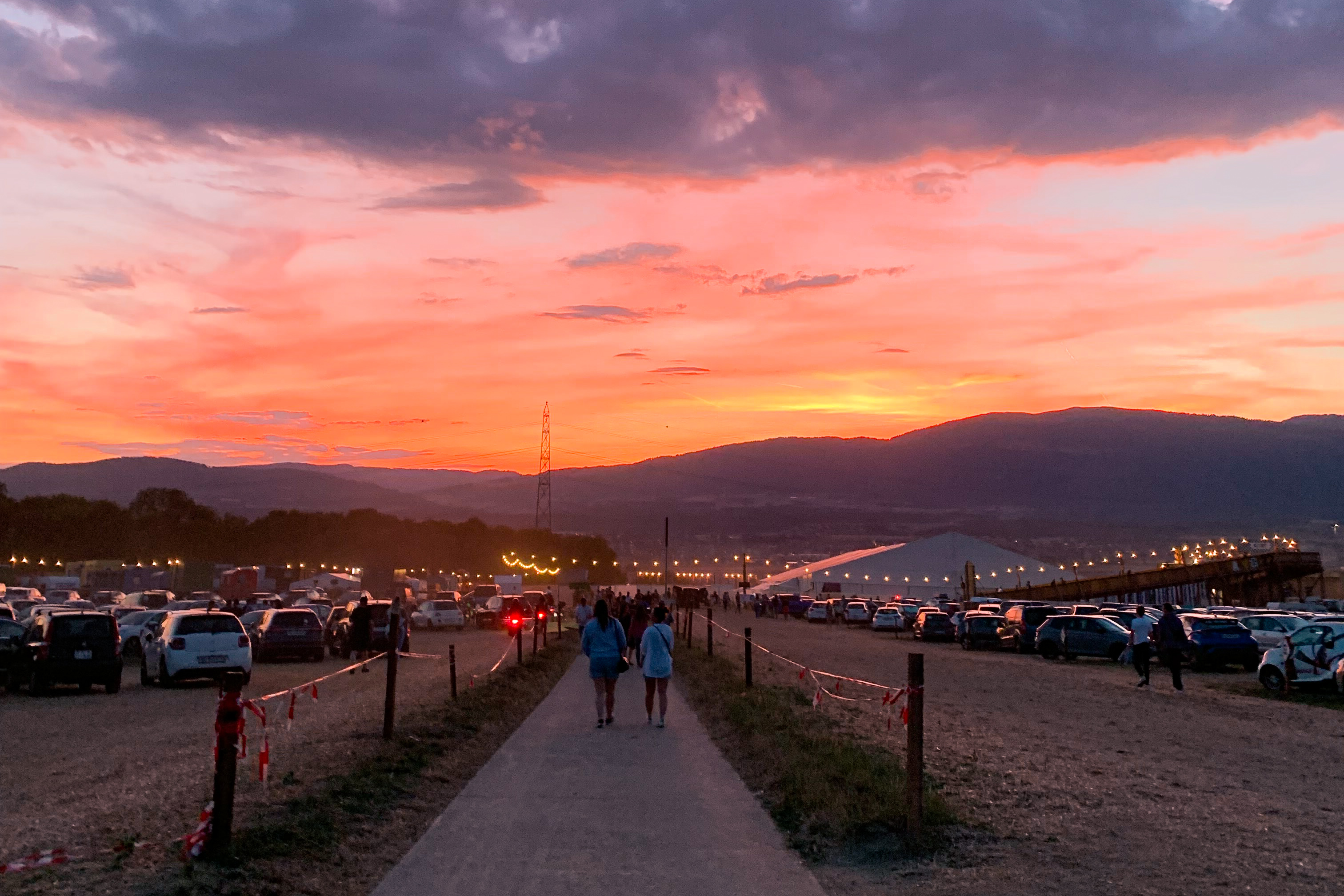
Voie d’accès au Giron de Chavornay en 2022.

## Origines et présentation
Le terme est sans doute apparu par analogie avec le giron de l'Église, qui désigne la communion des fidèles. Après avoir failli disparaître dans les années 1970, les girons renaissent dans les années 1980 jusqu'à rassembler au début des années 2000 entre 20 000 et 25 000 personnes. Après la pandémie de Covid-19, les chiffres augmentent sensiblement, avec par exemple 42 000 visiteurs à Posieux fin juin 2023, bien plus que les 25 000 à 30 000 visiteurs attendus, ou 50 000 à Autigny deux ans plus tard, dont 12 000 rien que le samedi soir.
Ils souffrent d'une réputation de beuveries géantes,.
Organisés en été, les girons réunissent principalement des écoliers et des apprentis et marquent pour beaucoup la fin de l'année, mais réunissent les gens de tous les horizons et de tous les âges,.
Lotos, soupers-spectacle, apéritifs, shows aériens, concerts, DJs et autres animations sont au programme dans la cantine et le caveau, sous la tonnelle (immense bar circulaire en bois) et sur l’immense place de fête en copeaux. Sans oublier les jeux qui opposent les différentes sociétés de jeunesses le samedi et le dimanche, ainsi que le traditionnel cortège de chars du samedi matin dans le village,.
Les copeaux de bois, qui recouvrent la place de fête, sont présentés par La Liberté comme « indissociables des girons » et étant l'emblème de ces derniers. Même son de cloche au 24 heures, où c'est « l'emblème incontestable et revendiqué des étés sous la tonnelle et des places de fête ». Ils lui donnent un côté convivial, servent à amortir les chutes et garder le terrain relativement propre, même en cas de mauvais temps,.

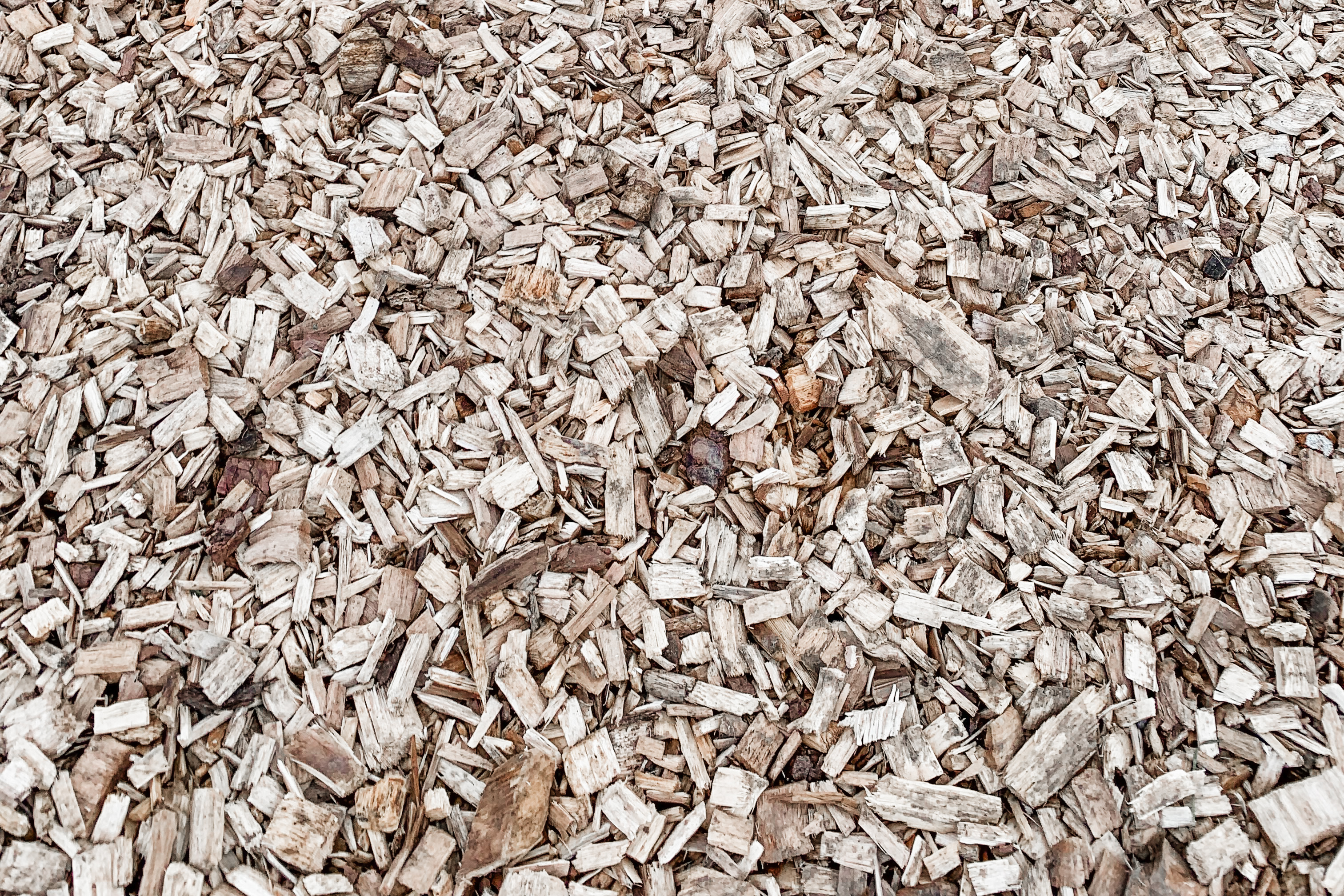
Les copeaux de bois recouvrent le sol de la place de fête des girons, comme ici à Charmey en 2022

## Girons vaudois
Dans le canton de Vaud, cette manifestation est organisée par des jeunesses campagnardes et chaque année, la jeunesse qui désire organiser le giron de l'été suivant est élue par les autres jeunesses de sa région lors de l'assemblée régionale. Les fêtes cantonales (théâtre/camp de ski/rallye/cantonale et rencontre) sont attribuées lors de l'assemblée générale de la Fédération vaudoise des jeunesses campagnardes.

### Éditions
Les girons vaudois ont lieu durant l'été. Il y a quatre girons fédérés, soit un par région :
- le giron de la Broye vaudoise, fondé en 1959 (première édition à Payerne) après la suppression de celui du Gros-de-Vaud[14] ;
- le giron du Centre, fondé en 1933 (première édition au Chalet-à-Gobet)[15] ;
- le giron du Pied du Jura, fondé dans les années 1930[14] ;
- le giron du Nord, fondé dans les années 1930[14].

Ceux-ci sont accompagnés par d'autres manifestations (non FVJC), que sont le giron de l'Aubonne, le giron de la Côte, le giron de la Fédération des jeunesses du district de Nyon, le challenge de l’Union des jeunesses du Gros-de-Vaud, fondé en 1979 (première édition à Poliez-Pittet) et le trophée de la Venoge, fondé en 1959 (première édition à Ferreyres).
En 2019, à l'occasion des 100 ans de la FVJC, un giron cantonal a été organisé à Savigny, accueillant près de 115 000 visiteurs en 18 jours de festivités.

### Activités
Différents sports sont pratiqués lors des girons vaudois : la pétanque, le volley-ball, le football, l'athlétisme, le tir à la corde et la lutte. Le dimanche a lieu une partie officielle suivie d'un cortège dans le village hôte. Plusieurs bars, une tonnelle (bar circulaire), un karaoké et un caveau sont proposés aux visiteurs durant toute la manifestation, qui réunit plusieurs milliers de personnes.

## Girons fribourgeois
Dans le canton de Fribourg, chaque district s'organise librement. En Gruyère par exemple, c'est le vainqueur des jeux de la rencontre qui organise la suivante, mais seulement s'il n'a pas organisé une édition dans les sept années précédentes. Ils n'ont ainsi qu'une année pour tout prévoir et construire. En Veveyse, le Giron fait l'objet d'un tournus entre les neuf sociétés de jeunesse du district. Dans la Broye, la Glâne et la Sarine, cela se fait par vote, comme dans le canton de Vaud, mais plusieurs années à l'avance. En 2023, on connait par exemple déjà les organisateurs des éditions sarinoises de 2024, 2025 et 2026.

### Éditions
Les girons fribourgeois se déroulent également en été. Ils sont au nombre de cinq, soit un par district francophone. Dans l'ordre de création :
- Les Rencontres des jeunesses gruériennes (RJG, depuis 1985, la 1re à Gruyères, à l'occasion de l'année internationale de la jeunesse décrétée par l'ONU)[21], [22];
- Le Giron des jeunesses de la Glâne (depuis 1988, le 1er à Promasens)[22],[23];
- Le Giron des jeunesses de la Veveyse (depuis 1993, le 1er à Saint-Martin)[24].
- Le Giron des jeunesses de la Sarine (depuis 1995, le 1er à Neyruz)[25],[26] ;
- Le Giron des jeunesses de la Broye fribourgeoise  (depuis 2001, le 1er à Domdidier)[27],[28] ;

Au niveau cantonal, la Fédération des jeunesses fribourgeoises est créée en 2010. Un premier giron cantonal a lieu en 2014 à Farvagny. Il rassemble 115 000 personnes sur 16 jours.
Depuis 2012, les jeunesses gruériennes organisent également les RJG d’hiver, au mois de février, avec des éditions en 2012, 2015, 2017 et 2019, le Covid-19 étant ensuite venu jouer les trouble-fête. Elle doit avoir lieu tous les deux ans. La manifestation est de retour en 2024.

### Activités
On organise des joutes sportives et humoristiques auxquelles se livrent les différentes sociétés de jeunesse. Le cortège a lieu entre le vendredi soir et le dimanche après-midi, mais a lieu le samedi matin dans la plupart des districts.

## Autres cantons
Depuis 2012, les sociétés de la Fédération des jeunesses valaisannes (FJVS) se regroupent sur trois jours, de vendredi à dimanche, à la fin du mois d'août. Ce sont les Rassemblements des jeunesses valaisannes, ou RJV,.
En juillet 2025, sous l'impulsion de la jeunesse des Franches-Montagnes, le canton du Jura connaît sa première RJJ, ou Rencontre des jeunesses jurassiennes, sur trois jours également. Les 30 sociétés du canton sont contactées, avec l'espoir d'en accueillir une dizaine au moins. Le vainqueur des jeux devra organiser la deuxième édition d'ici à 2029.
Dans les deux cas, les activités sont sensiblement les mêmes que dans leurs grands-frères vaudois et fribourgeois : des concerts, des verres et des joutes sportives.